# Spratly Island
Spratly Island är en ö i Sydkinesiska havet. Den ingår i Spratlyöarna och kontroleras av Vietnam, som har en flygplats där. 
Området är omtvistat, och Kina och Taiwan gör också anspråk på det.
Arean är 0,13 kvadratkilometer.